# Morbid Visions
A Morbid Visions a Sepultura nevű brazil metalegyüttes első nagylemeze, ami 1986 novemberében jelent meg a Cogumelo Records kiadásában Brazíliában. Ezen a lemezen szerepelt utoljára a zenekar gitárosaként Jairo Guedz. Az albumon nyomokban sem fedezhető fel az a hangzás és stílus, amivel később a Sepultura világszerte népszerű lett. A Morbid Visions dalaira főleg a Venom sátánista tematikájú, zajos zenei világa volt hatással. Az albumot mindössze hét nap alatt vették fel egy nem igazán jó színvonalú helyi stúdióban. A lemezről egyedül a Troops of Doom című dal bizonyult maradandónak, később is rendszeresen játszották koncerteken.
A lemezt 1987-ben Amerikában kiadta a New Renaissance Records. A Roadrunner Recordsnál megjelent 1989-es Beneath the Remains című harmadik Sepultura-album nemzetközi sikere nyomán a Roadrunner megvásárolta a Morbid Visions jogait, és 1991-ben rendes terjesztéssel, nemzetközi szinten is kiadta az albumot, bónuszként az 1985-ös Bestial Devastation EP dalaival kiegészítve. 1997-ben feljavított hangzással, remaszterelve adták ki újból a nagylemezt.

## Az album dalai
| #  | Cím                  | Hossz |
| -- | -------------------- | ----- |
| 1. | Morbid Visions       | 3:23  |
| 2. | Mayhem               | 3:15  |
| 3. | Troops of Doom       | 3:21  |
| 4. | War                  | 5:32  |
| 5. | Crucifixion          | 5:02  |
| 6. | Show Me the Wrath    | 3:52  |
| 7. | Funeral Rites        | 4:23  |
| 8. | Empire of the Damned | 4:24  |

| 9.  | The Curse           | 0:39 |
| 10. | Bestial Devastation | 3:08 |
| 11. | Antichrist          | 3:47 |
| 12. | Necromancer         | 3:53 |
| 13. | Warriors of Death   | 4:10 |

| 14. | Necromancer (demo) |  |
| 15. | Anticop (live)     |  |

## Közreműködők
- Max Cavalera "Possessed" – ének, ritmusgitár
- Jairo Guedz "Tormentor" – szólógitár
- Paulo Jr. "Destructor" – basszusgitár
- Igor Cavalera "Skullcrusher" – dob, ütőhangszerek